# Гинзбург, Розалия Евелевна
Розалия Евелевна Гинзбург (бел. Разалія Евелеўна (Яўлееўна) Гінзбург; март 1889, Мир, Минская губерния — 1946, Ставрополь) — советский терапевт и гематолог. Доктор медицинских наук, профессор (1939).

## Биография
Родилась в марте 1889 года в местечке Мир Новогрудского уезда Гродненской губернии.
Училась в зубоврачебной школе в Варшаве (1905—1907). В 1910 году окончила медицинский факультет Императорского Юрьевского университета по специальности «внутренние болезни и бактериология».
Работала земским врачом в деревни Самохваловичи Минской губернии. С 1915 по 1917 год — врач врачебно-питательного пункта в Гомеле (1915—1917). После этого, с 1917 по 1920 год являлась ординатором терапевтического отделения и заведующей лабораторией городской больницы Минска. Некоторое время работала преподавателем в Минском медицинском и акушерском училище. С 1922 по 1923 год — ординатор 1-й терапевтической клиники медицинского факультета.
Затем работала на кафедре внутренних болезней медицинского факультета Белорусского государственного университета. Ученица члена-корреспондента АН БССР, профессора Сергея Мелких. С 1927 года — доцент медицинского факультета БГУ. В 1928 году читала спецкурс по болезням крови в Германии.
С 1932 по 1936 год являлась директором Белорусского научно-исследовательского института переливания крови Народного комиссариата здравоохранения БССР.
С 1935 года заведовала кафедрой факультетской терапии и госпитальной терапевтической клиникой Крымского медицинского института. В 1944 году возглавила кафедру факультетской терапии Ставропольского медицинского института, где работала в течение двух лет.
Являлась председателем правления терапевтической секции и членом Правления Всероссийского общества терапевтов.
Скончалась в 1946 году в Ставрополе.

## Научная деятельность
Известна как исследователь внутренней патологии и гематологии.

## Награды и звания
- Значок «Отличнику здравоохранения» (СССР)[3]

## Работы
- Практическое руководство по клинической гематологии: пособие для врачей и студентов при работах в клинических и больничных лабораториях. Минск, 1927. 136 c